# František Buchta
František Buchta (25. dubna 1919 Brno-Staré Brno – 20. února 1980 Brno) byl český fotbalista a trenér.

## Hráčská kariéra
Vynikal svou univerzálností, mohl hrát v obraně, ve středu pole i v útoku.
V československé nejvyšší soutěži hrál za SK Židenice/Zbrojovku Brno, SK Prostějov a MEZ Židenice (tento klub nemá nic společného s SK Židenice/Zbrojovkou Brno). Vstřelil celkem 17 prvoligových branek.
Ve Zbrojovce nastupoval nejčastěji na levém kraji zálohy. Za války nastupoval za zemský výběr Moravy.

### Prvoligová bilance
| Ročník          | Zápasy | Góly | Minuty | Klub               |
| --------------- | ------ | ---- | ------ | ------------------ |
| I. liga 1939/40 | 10     | 4    | –      | SK Židenice        |
| I. liga 1940/41 | 6      | 1    | –      | SK Židenice        |
| I. liga 1945/46 | 18     | 6    | –      | SK Prostějov       |
| I. liga 1946/47 | 16     | 0    | –      | SK Židenice        |
| I. liga 1948    | 12     | 1    | –      | Zbrojovka Židenice |
| I. liga 1949    | 15     | 1    | –      | Zbrojovka Brno     |
| I. liga 1952    | 21     | 4    | –      | MEZ Židenice       |
| CELKEM I. LIGA  | 98     | 17   | –      |                    |

## Trenérská kariéra
Po skončení hráčské kariéry se stal trenérem, vedl mj. oba blanenské kluby Metru a ČKD.